# Aeropuerto Internacional Bauerfield
El Aeropuerto Internacional Bauerfield (IATA: VLI, OACI: NVVV) es un aeropuerto situado en Port Vila (Vanuatu). Es un aeropuerto relativamente pequeño, pero sus pistas son capaces de aceptar aviones tan grandes como el Boeing 767s. Es el centro de operaciones internacionales de Air Vanuatu.

## Destinos nacionales
| Aerolíneas  | Destinos |
| ----------- | --- |
| Air Vanuatu | Craig Cove, Dillon's Bay, Ipota, Lamap, Lamen Bay, Lononore, Luganville, Norsup, Siwo, South West Bay, Tanna, Tongoa |

## Destinos internacionales
| Ciudades por países | Nombre del aeropuerto                    | Aerolíneas                                | Aeronaves | Frecuencias semanales |         |
| Oceanía             | Oceanía                                  | Oceanía                                   | Oceanía   | Oceanía               | Oceanía |
| ------------------- | ---------------------------------------- | ----------------------------------------- | --------- | --------------------- | ------- |
| Australia           |                                          |                                           |           |                       |         |
| Brisbane            | Aeropuerto Internacional de Brisbane     | Air Vanuatu Virgin Australia              | B737      |                       |         |
| Melbourne           | Aeropuerto Internacional Tullamarine     | Air Vanuatu                               |           |                       |         |
| Sídney              | Aeropuerto Internacional Kingsford Smith | Air Vanuatu                               |           |                       |         |
| Fiyi                |                                          |                                           |           |                       |         |
| Nadi                | Aeropuerto Internacional de Nadi         | Air Vanuatu Fiji Airways Solomon Airlines |           |                       |         |
| Islas Salomón       |                                          |                                           |           |                       |         |
| Honiara             | Aeropuerto Internacional de Honiara      | Air Vanuatu Solomon Airlines              |           |                       |         |
| Nueva Caledonia     |                                          |                                           |           |                       |         |
| Nouméa              | Aeropuerto Internacional La Tontouta     | Air Vanuatu Aircalin                      | A3xx      |                       |         |
| Nueva Zelanda       |                                          |                                           |           |                       |         |
| Auckland            | Aeropuerto Internacional de Auckland     | Air Vanuatu Solomon Airlines              |           |                       |         |

## Accidentes e incidentes
- 28 de julio de 2018 - Un ATR-72 que operaba el vuelo 241 de Air Vanuatu sufrió una excursión de pista mientras aterrizaba con un motor apagado tras un incendio en vuelo. El avión chocó con dos Britten-Norman Islander, inutilizando uno y dañando gravemente al otro.